# Richard Lammel
Richard Lammel (2. února 1899, Mšeno nad Nisou – 1951, Hof) byl sudetoněmecký politik, člen nacistické strany NSDAP a vůdce SS. Byl také vydavatelem sudetoněmeckého satirického periodika Der Igel.

## Život
Lammel se narodil v Mšenu nad Nisou do římsko-katolické rodiny. Navštěvoval základní školu, státní střední školu a vyšší státní obchodní školu chemicko-technologickou v Liberci. V roce 1917 studium přerušil kvůli vojenské službě až do roku 1918 u c. k. císařského střeleckého pluku č. II. V roce 1919 se vrátil ke studiu a ta dokončil v roce 1920.
Od roku 1920 pracoval jako chemik a později se stal vedoucím provozu v chemickém podniku. Poté se na dva roky (1933 a 1934) stal organizačním vedoucím SdP. V Letech 1935-1936 byla jeho primární práce opět v chemickém oboru a v hlavním vedení SdP dobrovolničil. Z dobrovolničení povýšil až na vedoucího personálu a štábního ředitele SdP, a to mezi lets 1936 a 1938. V roce 1938 patřil k tzv. Sudetoněmeckým Freikorps, který vznikl v souvislosti se sudetskou krizí. Po anexi sudetských oblastí nacistickým Německem v roce 1938 (Mnichovská dohoda) byl Lammel jmenován přednostou okresního personálního úřadu pro Sudety.
V doplňkových volbách do Říšského sněmu byl dne 4. prosince 1938 Lammel zvolen poslancem za sudetské oblasti, a na této pozici působil až do konce nacistické nadvlády. Do NSDAP oficiálně vstoupil 1. listopadu 1938 s členským číslem 6 600 844 a také vstoupil do SS (číslo SS 310 467). V SS dosáhl na konci ledna 1939 vyšší velitelské hodnosti, tzv. Standartenführer. Později prý byl dočasně vyloučen z SS. Od února 1939 až do srpna 1944 byl Lammel vůdcem (Gauleiterem) regionální pobočky Sudetské NSDAP a vedoucím kanceláře Gauleitera. Od začátku května 1943 byl nějakou dobu na dovolené z níž se vrátil do práce a následovalo povolání do Wehrmachtu.